# Mońki (ville)
Pour les articles homonymes, voir Mońki.
Mońki est une ville polonaise de la voïvodie de Podlachie et du powiat de Mońki. Elle est le chef-lieu de la gmina de Mońki et comptait 10 371 habitants en 2008.

## Histoire
De 1975 à 1998, le village appartenait administrativement à la voïvodie de Białystok.